# Olivia Burnette
Olivia Burnette (San Clemente, 24 de marzo de 1977) es una actriz estadounidense de cine y televisión que inició su carrera como actriz infantil a los seis años de edad. Es reconocida principalmente por sus papeles en las series de televisión The Torkelsons (1991–1993) y Sons of Anarchy (2008-2014) y en la película de John Hughes Planes, Trains and Automobiles (1987). Burnette recibió múltiples nominaciones en los Premios Young Artist.

## Filmografía

### Cine
| Año  | Título                                   | Papel             |
| ---- | ---------------------------------------- | ----------------- |
| 1987 | Planes, Trains and Automobiles           | Marti Page        |
| 1992 | Hard Promises                            | Beth              |
| 1995 | The Quick and the Dead                   | Katie             |
| 1996 | Eye for an Eye                           | Julie McCann      |
| 1997 | Fatal Encounters                         | Julie McCann      |
| 1997 | Pay Back For a Bully                     | Jennifer Stable   |
| 1998 | Jekyll Island                            | Savannah Goodyear |
| 1998 | Children of the Corn V: Fields of Terror | Lily              |
| 2006 | Flourish                                 | Bridget Burnham   |

### Televisión
| Año        | Título                                       | Papel                         | Notas            |
| ---------- | -------------------------------------------- | ----------------------------- | ---------------- |
| 1985       | Riptide                                      | Lulu Flynn                    | 1 episodio       |
| 1986       | Webster                                      | Carol                         | 1 episodio       |
| 1986, 1988 | Our House                                    | Joanie                        | 2 episodios      |
| 1987       | Celebration Family                           | Ellie                         | Telefilme        |
| 1988       | Designing Women                              | Hannah Shackelford            | 1 episodio       |
| 1988       | A Stoning in Fulham County                   | Rachel                        | Telefilme        |
| 1988       | Disaster at Silo 7                           | Jennifer Fitzgerald           | Telefilme        |
| 1990       | Paradise                                     | Edith                         | 1 episodio       |
| 1990       | Jake and the Fatman                          | Holly                         | 1 episodio       |
| 1990       | Why, Charlie Brown, Why?                     | Janice Emmons                 | Telefilme        |
| 1990       | Casey's Gift: For the Love of a Child        | Mickey Bolen                  | Telefilme        |
| 1990       | Quantum Leap                                 | Susan Bruckner, Katie Beckett | 2 episodios      |
| 1990       | Charles in Charge                            | Melanie Colfax                | 1 episodio       |
| 1991       | Wings                                        | Becky                         | 1 episodio       |
| 1991       | Final Verdict                                | Nora Rogers                   | Telefilme        |
| 1991       | Backfield in Motion                          | Betsy Dooley                  | Telefilme        |
| 1991–1993  | The Torkelsons                               | Dorothy Jane Torkelson        | Papel recurrente |
| 1992       | A Murderous Affair: The Carolyn Warmus Story | Kristan Solomon               | Telefilme        |
| 1992       | Willing to Kill: The Texas Cheerleader Story | Shanna Harper                 | Telefilme        |
| 1994       | The Gift of Love                             | Louise                        | Telefilme        |
| 1996       | The Thorn Birds                              | Justine O'Neill               | Miniserie        |
| 1998       | JAG                                          | Marie Wetzel                  | 1 episodio       |
| 1999       | Mercy Point                                  | Val                           | 2 episodios      |
| 2000       | Up, Up, and Away!                            | Nina                          | Telefilme        |
| 2001       | The Ballad of Lucy Whipple                   | Annie Flagg                   | Telefilme        |
| 2001       | A Mother's Testimony                         | Dede Carlson                  | Telefilme        |
| 2003       | Peacemakers                                  | Molly                         | 1 episodio       |
| 2004       | CSI: NY                                      | Madison Haynes                | 1 episodio       |
| 2004       | Halo 2                                       | Rani Sobek                    | Videojuego       |
| 2005       | NCIS                                         | Sarah Lowell                  | 1 episodio       |
| 2008–2014  | Sons of Anarchy                              | Mujer sin hogar               | Papel recurrente |
| 2009       | Dexter                                       | Pam                           | 1 episodio       |
| 2010       | The Closer                                   | Ann Weber                     | 1 episodio       |